# Mai Fukuda
Mai Fukuda (jap. 福田舞 Fukuda Mai; ur. 30 stycznia 1984 w Kanuma) – japońska siatkarka grająca jako atakująca.
Obecnie gra w Okayama Seagulls.